# 市川等長
市川 等長（いちかわ とうちょう）は、戦国時代から安土桃山時代にかけての武将。武田氏、上杉氏の家臣。実名は不明。正式には「梅隠斎等長」。足軽大将。
『甲陽軍鑑』によれば、配下は騎馬10騎・足軽50人であったという。同じ足軽大将である原与左衛門尉と共に信濃国更級郡長沼城（長野県長野市穂保）に在城し、弘治元年（1555年）4月、同郡大岡城（長野市大岡）に籠城しているのが初見史料とされる。
永禄9年（1566年）5月1日、甲斐国八代郡市川（山梨県山梨市）に鎮座する飯縄大明神に絵馬を奉納しており、等長の名が市川氏の一族と共に見られる。永禄10年（1567年）8月7日、信玄に対する忠誠を誓う起請文を生島足島神社に奉納した下之郷起請文では、信玄側近の金丸昌続（土屋昌続）に対して起請文を提出している。
天正10年（1582年）3月に武田家が滅亡すると越後国上杉氏に仕える。
嫡子とされる家光は信玄に側近として仕え、平右衛門は小幡虎盛の娘を妻に娶る。庄左衛門尉は等長と共に上杉氏に仕える。